# Leptogenys emeryi
Leptogenys emeryi é uma espécie de formiga do gênero Leptogenys, pertencente à subfamília Ponerinae.